# Salvador del Solar
Salvador Alejandro Jorge del Solar Labarthe (Lima; 1 de maig de 1970) és un advocat, actor i director cinematogràfic peruà. Va ser president del Consell de Ministres del Perú durant el govern de Martín Vizcarra i Ministre de Cultura durant la gestió de Pedro Pablo Kuczynski.
Sent premier del president Martín Vizcarra, va sol·licitar al setembre del 2019 una qüestió de confiança per a modificar el procés de selecció de candidats al Tribunal Constitucional, després que el Parlament iniciés un procés de selecció que va aixecar crítiques per la seva inusitada velocitat i falta de transparència. Del Solar va sustentar la sol·licitud i el Congrés va posposar la seva avaluació. El president Martín Vizcarra va considerar que la qüestió de confiança va ser denegada de manera fàctica. Davant això, el primer ministre va renunciar al càrrec i Vizcarra va disposar la dissolució del Congrés.

## Biografia
Salvador del Solar va néixer l'1 de maig de 1970 en Lima, fill de Salvador del Solar Figuerola i Elvira Labarthe Flores. És rebesnet de l'educador Pedro Labarthe Effio i del jurista Pedro Alejandrino del Solar, qui va ser President del Consell de Ministres i vicepresident de la república.
Va realitzar els seus estudis escolars a l'Escola Immaculat Cor i després en el Col·legi Santa María Marianistas de la ciutat de Lima. Va formar part de l'equip de la selecció nacional de pol aquàtic (1984-1991).
En 1988, va iniciar els seus estudis superiors en les facultats de Lletres i Dret de la Pontifícia Universitat Catòlica del Perú, on es va graduar com a advocat (1994) amb esment excel·lent. Durant el seu sojorn en la facultat de Dret, va ser fundador i director de la revista Ius et Veritas i cap de pràctiques de diverses càtedres. Així mateix, va exercir les seves pràctiques professionals en l'estudi Rodrigo, Elías & Medrano i després va passar a l'estudi Benítez, Mercat & Ugaz.
Posteriorment, va realitzar un mestratge en Relacions Internacionals a l'Escola Maxwell de Ciutadania i Assumptes Públics de la Universitat de Siracusa amb especialització en Comunicació i Negociació Intercultural (2002). A més, va estudiar el programa d'Anàlisi i Resolució de Conflictes en la mateixa escola.
Després del seu grau de mestratge, en retornar al Perú, va ser convidat a dictar el Curs de Comunicació Política en la Facultat de Ciències i Arts de la Comunicació de la PUCP (2003-2005) i va conduir el programa d'actualitat política "Esta Semana", transmès pel Canal N (2003-2004).
Va ser investigador visitant del Centre David Rockefeller per a Estudis Llatinoamericans de la Universitat Harvard per al període acadèmic 2018-2019.

## Carrera com a actor i en direcció cinematogràfica
Va estudiar actuació en el taller d'Alberto Ísola, iniciant posteriorment una carrera en el teatre, que ha inclòs les obres com a Presas de Salón, Ojos Bonitos, Cuadros Feos, Hamlet, El Gran Teatro del Mundo i El Rey Lear, després de les quals va viatjar a Colòmbia per a continuar amb la seva carrera.
Participà en les telenovel·les Malicia (1996), Escándalo (1997) i Apocalipsis (1998) d'Iguana Producciones, sota la producció de Luis Llosa.
El 1999, amb Angie Cepeda va protagonitzar la pel·lícula Pantaleón y las visitadoras de Francisco Lombardi, basada en la novel·la homònima de Mario Vargas Llosa; lla pel·lícula va resultar un èxit entre el públic i la crítica. El mateix any, va protagonitzar la telenovel·la Pobre diabla, de nou juntament amb Angie Cepeda. La telenovel·la va ser un èxit de les produccions peruanes, la qual cosa va portar a exportar-la a països americans i europeus.
En 2006, va ser part de la telenovel·la colombiana Amores de mercado de RTI Televisión i Telemundo. L'any següent va participar a Sin vergüenza i després va ser antagonista a La traición.
El 2009 va tornar al Perú per participar en la sèrie El enano.
El 2011 protagonitza la telenovel·la Amar y temer, produïda per Caracol Televisión i Sony Pictures Television. El mateix any també protagonitza la sèrie Correo de inocentes de RCN Televisión.
Salvador va tornar al Perú en 2012 per a ser jurat del 16è Festival de Cinema de Lima. També va gravar per a la sèrie El Capo 2, interpretant a l'advocat Rubén Castro.
El 2013, Del Solar participa en la pel·lícula El elefante desaparecido de Javier Fuentes León, on va compartir crèdits amb els actors colombians Angie Cepeda i Andrés Parra. El film va ser estrenat a l'any següent.
En 2014, Del Solar debutà com a director de cinema amb la pel·lícula Magallanes.
El 2016 va participar en la sèrie de ciència-ficció 2091 de FOX Latinoamérica.

## Carrera política

### Ministre de Cultura

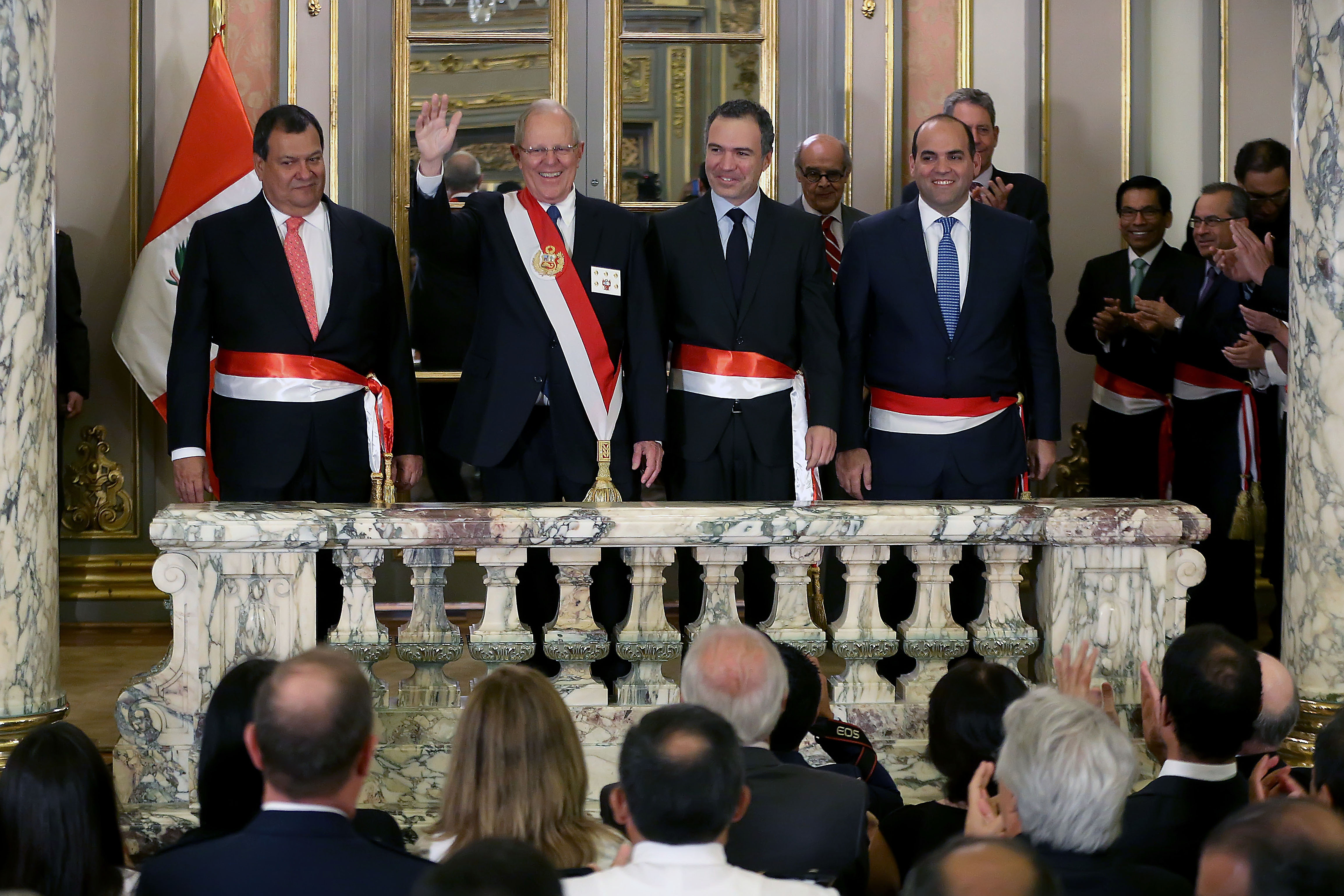
Salvador del Solar, amb el president Pedro Pablo Kuczynski, i els altres ministres, després del seu jurament com a ministre de Cultura.

El 5 de desembre de 2016, va ser nomenat ministre de Cultura pel president Pedro Pablo Kuczynski.
Com a Ministre de Cultura, va promoure la iniciativa ministerial per a la nova Llei de Cinema, la qual busca augmentar la subvenció a les obres cinematogràfiques peruanes, fins i tot fins al 30% de la inversió del projecte. Del Solar també va participar en projecte per al rellançament del Museo de la Nación i la construcció del Museu Nacional de Lurín.
Va renunciar al càrrec el 27 de desembre de 2017 després del indulto concedit a Alberto Fujimori pel president Kuczynski.

### President del Consell de Ministres
L'11 de març de 2019 va jurar com a President del Consell de Ministres del Perú del govern del president Martín Vizcarra, en substitució de César Villanueva. Dues setmanes més tard, Del Solar es va reunir amb el president del Congrés Daniel Salaverry per a anunciar la seva ràpida visita al Congrés de la República i sol·licitar una qüestió de confiança (coneguda com a vot d'investidura).
El 4 d'abril es va presentar davant el Parlament per a exposar, d'acord amb llei, la política general del govern i les mesures que prendria la seva gestió com a cap del Gabinet. Del Solar va iniciar la seva exposició analitzant la conjuntura nacional i el descontentament de la població amb els partits polítics i les institucions. Així mateix, va exposar sobre els principals eixos del govern: integritat i lluita contra la corrupció, enfortiment institucional, creixement econòmic, desenvolupament social i descentralització. Amb 46 a favor, 27 en contra i 21 abstencions va ser aprovat el vot de confiança al Gabinet Ministerial, sent aquesta en dues dècades la menor votació obtinguda a favor d'un Consell de Ministres.
El 4 de juny Del Solar va plantejar una segona qüestió de confiança al Parlament perquè aquest discuteixi sis projectes de llei de Reforma Política. El Congrés va aprovar la qüestió de confiança amb 77 vots a favor, 44 en contra i 3 abstencions.

### Dissolució del Congrés
El 30 de setembre de 2019 va sol·licitar una tercera qüestió de confiança per a modificar el procés de selecció de candidats al Tribunal Constitucional, el qual havia aixecat diverses crítiques per la seva velocitat i falta de transparència. No obstant això, el Parlament presidit per Pedro Olaechea va decidir continuar amb el procés de selecció de magistrats, posposant la decisió respecte a la qüestió de confiança per a la tarda del mateix dia. En l'acte, Gonzalo Ortiz de Zevallos va ser designat, amb 87 vots a favor, com a magistrat del Tribunal Constitucional.
El president Martín Vizcarra va considerar que la qüestió de confiança va ser denegada de manera fàctica, per la qual cosa va procedir amb l'acceptació de la renúncia de De el Solar i la posterior dissolució del Congrés d'acord amb el que s'estableix en la Constitució. En paral·lel el Congrés aprovava amb 57 vots a favor, 31 en contra i 13 abstencions la qüestió de confiança.
A les poques hores, Vizcarra juramentó al llavors Ministre de Justícia i Drets Humans, Vicente Zeballos, com a nou president del Consell de Ministres, qui va signar finalment el decret de dissolució.

### Posicions polítiques

#### A favor de l'enfocament de gènere
Del Solar és obertament progressista. Durant el seu rol polític s'ha mostrat completament a favor del enfocament de gènere, igualtat d'oportunitats entre homes i dones, diversitat sexual, entre d'altres.
En 2017 l'arquebisbe d'Arequipa Javier del Río Alba va aprofitar la seva presència com a ministre de Cultura per a sol·licitar que a través de la seva intermediació el Ministeri d'Educació eviti confusions sobre ideologia de gènere.
| « | “Queda prohibit en tot els col·legis del Perú introduir la ideologia de gènere, no costa res fer-ho...i queda demostrat que el president de la República, i tots vostès diuen la veritat...és una humil comanda del poble d'Arequipa”, Javier del Río. | » |

No obstant això, Del Solar va negar la comanda i va respondre fent un anomenat a la tolerància i a la no discriminació:
{{cita|Quan Jesus va dir estimeu-vos els uns als altres, no va voler dir que ens estimem als idèntics, sinó tinguem un amor sense límits com el Senyor de l'Amargor. Tinc la impressió que com a societat li estem posant la creu a persones que considerem que no entren en els motlles de la nostra manera de veure les coses. Crec que aquesta reflexió cap. Val la pena que reflexionem i pensem si tal vegada no som injustos, si jutgem a persones tan peruanes com nosaltres, segurament tan catòliques com nosaltres, a les quals avui els posem aquesta creu.(...)
Setmanes després, l'Arquebisbe va declarar que el ministre va manipular una frase bíblica per a treure-la de context.

## Filmografia

### Direcció
- Magallanes (2015) — Director

### Actuació

#### Pel·lícules
- Doble (2017) — Federico
- El elefante desaparecido (2014) — Edo Celeste
- Saluda al diablo de mi parte (2012) — Moris
- Postales a Copacabana (2009) — Felipe
- El acuarelista (2008) — Ernesto
- Piratas en el Callao (2005)
- Muero por Muriel (2004)
- El atraco (2004)
- Bala perdida (2001)
- El bien esquivo (2001) — Carbajal
- Pantaleón y las visitadoras (1999) — Pantaleón Pantoja
- A la medianoche y media (1999)
- Coraje (1998)

#### Telesèries
- El regreso de Lucas (2016) — Reynaldo Díaz
- 2091 (2016) — Gorlero
- Narcos (2015) — Padre Sobrino
- Cumbia Ninja (2015) — Fiscal Diego Bravo
- Socias (2010)
- El enano (2009) — Vinnie Santamaría

#### Unitaris
- Sin retorno (2008)
- Tiempo final (2008) — Benítez
- Decisiones (2007)

#### Telenovel·laes
- La ley del corazón (2016)
- Amor de madre (2015) — Esteban Bermúdez (participació especial)
- Comando Elite (2013) — Coronel Ignacio Saravia (Brigadier General al final de la serie)
- El Capo 2 (2012) — Rubén Castro
- Correo de inocentes (2011) — Sergio Gaviria
- Amar y temer (2011) com Simón "El destructor" Oviedo
- La traición (2008) — Arturo de Linares
- Sin Vergüenza (2007) — Julián
- Amores de mercado (2006) — Eulalio Ocando
- Pobre diabla (2000) — Andrés Mejía-Guzmán
- Cosas del amor (1998) — Luis Salinas
- Apocalipsis (1997) — Esteban Quiroga/Talí
- Escándalo (1997) — Eduardo "Lalo" Dupont
- Lluvia de arena (1996)
- Malicia (1996) — Antonio
- Los Unos y los Otros (1995)

#### Obres de teatre
- El teniente de Inishmore (2010)
- Una pulga en la oreja (2009)
- El Hombre Almohada (2006) com Tupolski
- El mercader de Venecia (2005)
- Actos indecentes (2005)
- Enrique V (2005)
- El gran teatro del mundo (1999)
- El rey Lear (1999) com Edmud
- Cómo te da la gana (1998)
- Ojos bonitos, cuadros feos (1996)
- El dedo en el ojo (1996)
- Séptimo Cielo (1995)
- Hamlet (1995)
- Las leyes de la hospitalidad (1994)
- En algún lugar del corazón (1994)
- Presas del salón (1993)

## Premis i reconeixements
- Millor Actor de l'Any en Televisió pel paper de "Lalo" Dupont en la telenovel·la El Escàndalo / Revista TV+, del diari El Comerç / Perú / 1997.
- Millor Actor de Telenovel·les per la seva participació en la telenovel·la Pobre Diabla / Amèrica Televisió / Perú / 2001.
- Premi al Millor Actor per la seva participació en la cinta Pantaleón y las Visitadoras, als Festivals Internacionals de Cinema de Cartagena de Indias, Colòmbia / 2000; de Troia, Portugal / 2000; de Gramado, el Brasil / 2000; i de Santo Domingo, República Dominicana / 2001.
- Premi revista TeleNovel·les de Bulgària com a Millor Actor Antagònic per la seva participació en la telenovel·la Amores de Mercado / Bulgària, 2007.